# Ryū Mitsuse
Œuvres principales
Tasogare ni kaeru
Hyakuoku no hiru to sen'oku no yoru
Ryū Mitsuse (光瀬 龍, Mitsuse Ryū), né le 18 mars 1928 à Minami-Senju et mort le 7 juillet 1999 , est un écrivain de science-fiction japonais. Son vrai nom est Iizuka Kimio (飯塚 喜美雄) ou Chiba Kimio (千葉 喜美雄) .

## Biographie
Mitsuse est né à Minami-Senju, District de Kita-Toshima, Préfecture de Tōkyō (東京府北豊島郡南千住町) en 1928. Il est entré dans diverses écoles, mais n'a pas obtenu de leur part. Après tout, il est diplômé du Département des sciences de l'Université de Tokyo de l'Éducation en 1953.
Il s'est joint au Club Kagaku Sousaku où Takumi Shibano (en) a été le represenative. Il a publié plusieurs romans de SF dans le magazine Uchū-jin (宇宙塵). Mitsuse est l'un des 11 membres fondateurs du SFWJ qui a été fondé en 1963, à Tokyo .
Il a débuté par la nouvelle Hare no Umi 1979 nen dans S-F Magazine en 1962 .
Mitsuse a créé ses Chroniques de l'espace. Ses œuvres constituent les Chroniques. Ses œuvres représentatives sont Tasogare ni Kaeru (黄昏に還る) et Hyakuoku no Hiru to Sen'oku no Yoru (百億の昼と千億の夜, Dix milliards de journées et cent milliards de nuits).
Son roman SF Hyakuoku no Hiru to Sen'oku no Yoru a été adapté en manga par Moto Hagio. Cette œuvre est bien connue dans le monde occidental.
Mitsuse a également écrit l'histoire pour Keiko Takemiya, c'est-à-dire Histoires d'Andromède (Andromeda stories) qui a été publiée en manga, puis adaptée en anime.

## Réception
Selon Takashi Ishikawa, Mituse est un écrivain de feuilleton spatial dont les œuvres sont caractérisées par des "histoires de ruines" .

## Œuvres

### Romans
- Tasogare ni Kaeru (たそがれに還る) 1964, Hayakawa Shobō
- Hyakuoku no Hiru to Sen'oku no Yoru (百億の昼と千億の夜) 1967, Hayakawa Shobō
- Kan'ei Mumyōken (寛永無明剣) 1969, Rippū Shobō
- Ushinawareta Toshi no Kiroku (喪われた都市の記録) 1972, Hayakawa Shobō
- Seitō Totoku-fu (征東都督府) 1975, Hayakawa Shobō
- Hiden Miyamoto Musashi (秘伝宮本武蔵) 1976, Yomiuri Shinbunsha
- Higashi Canal Bunsho (東キャナル文書) 1977, Hayakawa Shobō
- Karera, Atlantis yori (かれら、アトランティスより) 1979, Rippū Shobō
- Uchū Kōro (宇宙航路) 1980, Kisō Tengaisha
- Gen'ei no Ballad (幻影のバラード) 1980, Tokuma Shoten
- Karera Seiun yori (かれら星雲より) 1981, Tokuma Shoten
- Shin Miyamoto Musashi (新宮本武蔵) 1981, Tokuma Shoten
- Tokoro wa Izuko, Suishi-ei (所は何処、水師営) 1983, Kadokawa Shoten
- Heike Monogatari (平家物語) 1983 - 1988, Kadokawa Shoten
- Fubuki no Niji (吹雪の虹) 1984, Shūeisha
- Aurora no Kienu Ma ni (オーロラの消えぬ間に) 1984, Hayakawa Shobō
- New York, Yōsorō (紐育（ニューヨーク）、宜候（ようそろ）) 1984, Kadokawa Shoten
- Sabita Ginga (銹た銀河) 1987, Hayakawa Shobō
- Miyamoto Musashi Kessen-Roku (宮本武蔵血戦録) 1992, Kōfūsha Shuppan
- Yamiichi no Shinkirō (闇市の蜃気楼) 1993, Jitsugyō no Nihonsha
- Hideyoshi to Nobunaga - Shisetsu Shinchō-kō-Ki (秀吉と信長 - 私説 信長公記) 1996, Kōfūsha Shuppan
- Ihon Saiyūki (異本西遊記) 1999, Kadokawa Haruki Jimusho

### Romans courts

#### Série des Chroniques de l'espace
- City 0 (zero) nen (シティ0年)
- Solomon 1942 nen (ソロモン1942年)
- Hare no Umi 1979 nen (晴の海1979年)
- Bohimei 2007 nen (墓碑銘2007年)
- Hyōmu 2015 nen (氷霧2015年)
- Okhotsk 2017 nen (オホーツク2017年)
- Pilot Farm 2029 nen (パイロット・ファーム2029年)
- Kansen Suiro 2061 nen (幹線水路2061年)
- Uchū Kyūjo-Tai 2180 nen (宇宙救助隊2180年)
- Hyōi-Sei 2197 nen (標位星2197年)
- Junshisen 2205 nen (巡視船2205年)
- Ryūsa 2210 nen (流砂2210年)
- Rakuyō 2217 nen (落陽2217年), (Sunset 2217 en anglais)
- City 2220 nen (市（シティ）2220年)
- Senjō 2241 nen (戦場2241年)
- Soula 2291 nen (スーラ2291年)
- Etruria 2411 nen (エトルリア2411年)
- Sincia Yūsuichi 2450 nen (シンシア遊水地2450年)
- Ryūsei 2505 nen (流星2505年)
- Nishi Canal-Shi 2703 nen (西キャナル市2703年)
- Renpō 3812 nen (連邦3812年)
- Cabilia 4016 nen (カビリア4016年)
- Canan 5100 nen (カナン5100年)
- Henkyō 5320 nen (辺境5320年)

### Littérature Young Adult
- Yūbae Sakusen (夕ばえ作戦) 1967, Seikosha
- Asu e no Tsuiseki (明日への追跡)
- Hokuhoku-tō wo Keikaiseyo (北北東を警戒せよ) 1969, Asahi Sonorama
- Akatsuki wa tada Gin-iro (暁はただ銀色) 1970, Asahi Sonorama
- Sono Hana wo Miruna! (その花を見るな！) 1970, Mainichi Shinbunsha
- Sakusen NACL (作戦NACL) 1971, Iwasaki Shoten
- SOS Time Patrol (SOSタイムパトロール) 1972, Asahi Sonorama
- Tachidomareba Shi (立ちどまれば・死) 1978, Asahi Sonorama
- Kieta Machi (消えた町) 1978, Tsuru Shobo
- Ijigen Kaikyō (異次元海峡) 1979, Asahi Sonorama